# Maria José Ritta
Maria José Rodrigues Ritta GCIH (Lisboa, 19 de dezembro de 1941) foi a primeira-dama de Portugal entre 1996 e 2006, como esposa do 18.º presidente português Jorge Sampaio.

## Biografia
Filha de José António Ritta, um próspero industrial de conservas, e de sua mulher Maria José Rodrigues Xavier.
Nasceu em Lisboa, mas passou a infância e adolescência em Vila Real de Santo António, no Algarve, terra-natal dos pais. É segunda mulher de Jorge Sampaio, do qual tem uma filha e um filho, Vera Ritta de Sampaio, nascida em 1975, solteira e sem geração, e André Ritta de Sampaio, nascido em 1980, solteiro e sem geração.
Obteve o curso de Secretariado do Instituto Superior de Línguas e Administração, bem como o bacharelato em Ciências Políticas e Sociais do ISCSP. Foi manequim fotográfica e secretária administrativa, até iniciar, em 1967, uma longa e bem sucedida carreira como funcionária da TAP Air Portugal. Supervisora do serviço de atendimento público em 1969, ascende, no final da década de 1970, à direção comercial da empresa, exercendo em 1996 o cargo de diretora-geral para o Mercado Português.
No último desses anos, com a eleição do marido para Presidente da República, deixa a TAP e passa a exercer as funções de colaboração presidencial típicas de primeiras-damas.

## Condecorações[7][8]
- Cruz de Dama da Real Ordem de Isabel a Católica de Espanha (3 de março de 1998)
- Grande-Colar da Ordem da Coroa Preciosa do Japão (30 de maio de 1998)
- Grã-Cruz da Ordem da Beneficência da Grécia (10 de dezembro de 1999)
- Grã-Cruz da Ordem da Estrela da Roménia (15 de março de 2000)
- Excelentíssima Senhora Grã-Cruz da Real e Distinguida Ordem Espanhola de Carlos III de Espanha (11 de setembro de 2000)
- Grã-Cruz da Ordem de Leopoldo da Bélgica (9 de outubro de 2000)
- Grã-Cruz da Ordem da Rosa Branca da Finlândia (6 de fevereiro de 2003)
- Grã-Cruz da Ordem do Mérito da República Federal da Alemanha (8 de maio de 2003)
- Grã-Cruz da Ordem da Terra Mariana da Estónia (27 de junho de 2003)
- Grã-Cruz da Ordem do Grão-Duque Gediminas da Lituânia (27 de junho de 2003)
- Grã-Cruz da Ordem do Mérito Real da Noruega (22 de junho de 2004)
- Primeira Classe da Ordem da Estrela Branca da Estónia (29 de março de 2006)
- Grã-Cruz da Ordem do Mérito Civil e Militar de Adolfo de Nassau do Luxemburgo (15 de setembro de 2010)
- Grã-Cruz da Ordem do Infante D. Henrique de Portugal (9 de março de 2017)